# Caution (Mariah Carey)
Caution è il quindicesimo album in studio della cantautrice statunitense Mariah Carey, pubblicato il 16 novembre 2018 su etichetta discografica Epic Records. L'album è stato annunciato dai profili social della cantautrice il precedente 16 ottobre, anticipato da GTFO come singolo promozionale e With You come primo singolo ufficiale dell’album. Il disco è il primo album di inediti della cantante dopo Me. I Am Mariah... The Elusive Chanteuse pubblicato quattro anni e mezzo prima. L'album sarà supportato dal Caution World Tour, il cui inizio è programmato per febbraio 2019.

## Descrizione
Consistendo in 10 canzoni e due brani aggiuntivi presenti esclusivamente nella sua versione giapponese, Caution è un album R&B, hip hop e pop che incorpora elementi di musica EDM, psichedelica e pop latino.
Tematicamente, Caution è stato descritto come "un album sulle relazioni", con "canzoni su quelle che cadono a pezzi, canzoni su nuovi amori e altre che celebrano qualcosa di più duraturo".

## Accoglienza
| Recensione     | Giudizio |
| -------------- | -------- |
| AllMusic       |          |
| musicOMH       |          |
| Rolling Stone  |          |
| Slant Magazine |          |

Caution è stata accolto positivamente dalla critica. Su Metacritic, ha ricevuto un punteggio di 82 su 100, basato su nove recensioni. Maura Johnston di Pitchfork ha ritenuto che il disco rappresenti una "celebrazione dello status di diva suprema" della Carey. Brittany Spanos di Rolling Stone ha riassunto il disco come "pura beatitudine pop/hip hop", elogiando l'abilità della Carey di offrire "un album onesto e pieno di verità" attraverso un "sound R&B a combustione lenta".
Per AllMusic, Andy Kellman ha scritto che i temi della Carey come "lusinghe provocanti, celebrazione, reminiscenza, perseveranza e rifiuto" sono "altamente stimolanti". Nick Smith di musicOMH ha dato un punteggio di cinque stelle su cinque e ha dichiarato: "La Carey è vulnerabile e incerta, ma onesta e piena di speranze nell'intraprendere un nuovo viaggio". Bianca Gracie di Billboard ha dichiarato che il disco indicava il "dominio come punto di riferimento" della Carey, nonché "un'abile cantautrice e una cantante inimitabile".
L'album è apparso anche in diverse liste di fine anno. In cima alla lista di fine anno della rivista Paper, Michael Love Michael ha commentato l'importanza dei "racconti di passione e pace" di Caution in un 2018 politicamente carico, descrivendo la sua capacità di "entrare in risonanza con le donne di tutto il mondo" attraverso "la grazia del dolore dell'esperienza vissuta come una bellezza tranquilla, ma nondimeno radicale".

## Tracce
Edizione standard
1. GTFO – 3:27 (Mariah Carey, Badrilla Bourelly, Paul Jeffries, Jordan Manswell, Porter Robinson)
2. With You – 3:47 (Mariah Carey, Dijon McFarlane, Charles Hinshaw, Greg Lawary)
3. Caution – 3:15 (Mariah Carey, Ernest Wilson, Luca Polizzi, Mohamed Sulaiman, Charles Hinshaw)
4. A No No – 3:07 (Mariah Carey, Robert "Shea" Taylor, Priscilla Renea Hamilton)
5. The Distance (feat. Ty Dolla Sign) – 3:26 (Mariah Carey, Sonny Moore, Peder Losnegard, Jason Boyd, Tyrone Griffin Jr.)
6. Giving Me Life (feat. Slick Rick e Blood Orange) – 6:08 (Mariah Carey, Devonte Hynes, Richard Walters)
7. One Mo' Gen – 3:25 (Mariah Carey, Frederik Ball, Ebony Oshunrinde, Jason Boyd)
8. 8th Grade – 4:48 (Mariah Carey, Jason Boyd, Timothy Mosley, Angel Lopez, Federico Vindver, Larrance Dopson)
9. Stay Long Love You (feat. Gunna) – 3:01 (Mariah Carey, Jonathan Yip, Ray Romulus, Jeremy Reeves, Ray Charles McCollough II, Sergio Kitchens)
10. Portrait – 4:01 (Mariah Carey, Larrance Dopson, Federico Vindver, Angel Lopez, Jason Boyd, Timothy Mosley)

Durata totale: 38:25
Bonus track per il Giappone e versione deluxe internazionale
1. Runway – 3:41 (Mariah Carey, Sonny Moore, Priscilla Renea Hamilton, Peder Losnegård)

## Successo commerciale
Caution ha debuttato alla quinta posizione della Billboard 200 statunitense con 51.000 unità vendute. Questo risultato ha regalato alla cantautrice la diciottesima top 10 della sua carriera nella classifica degli album più venduti negli Stati Uniti. L'album ha raggiunto la prima posizione nella classifica R&B di Billboard per poi essere rimpiazzato la settimana successiva dal primo album natalizio della stessa Carey, Merry Christmas, rendendola la prima artista ad ottenere questo risultato nella classifica.

## Classifiche
| Classifica (2018) | Posizione massima |
| ----------------- | ----------------- |
| Australia         | 15                |
| Austria           | 54                |
| Belgio (Fiandre)  | 38                |
| Belgio (Vallonia) | 37                |
| Canada            | 15                |
| Francia           | 71                |
| Germania          | 67                |
| Giappone          | 30                |
| Grecia            | 25                |
| Irlanda           | 63                |
| Italia            | 35                |
| Lituania          | 77                |
| Nuova Zelanda     | 40                |
| Paesi Bassi       | 38                |
| Regno Unito       | 40                |
| Repubblica Ceca   | 55                |
| Slovacchia        | 55                |
| Spagna            | 19                |
| Stati Uniti       | 5                 |
| Svizzera          | 35                |